# Когнітивне релігієзнавство
Когніти́вне релігієзна́вство (англ. cognitive science of religion) — новий сучасний напрям релігієзнавства, предметом якого є перш за все вивчення релігійних вистав і релігійної поведінки. Зародження напряму (у формі когнітивної теорії релігії) пов'язане з ім'ям Стюарта Еліота Гатрі, прикладом частково послужив успіх когнітивної лінгвістики Ноама Чомскі. Розглядаючи релігію як форму пізнавальної діяльності, інструмент пристосування або побічний продукт еволюції, когнітивне релігієзнавство де-факто повертає наукове вивчення релігії на ґрунт пояснювальних концепцій, на противагу феноменологічним або герменевтикам інтерпретаціям.

## Об'єкт, предмет і метод когнітивного релігієзнавства
Об'єктом когнітивних досліджень релігії є релігія як соціально-психологічний і пізнавальний феномен. 
Предметом — репрезентація релігійних ідей в свідомості, їх моделювання в поведінковому акті (ритуал) і мова релігії як механізм пізнання. Релігієзнавці-когнітологи заперечують наукову значущість вмісту будь-яких форм теологічного дискурсу. Атрибути релігійних агентів (богів, вампірів, духів і ін.) в когнітивній теорії мають відношення до дійсності лише тоді, коли мають своє реальне існування в представленнях безпосередніх носіїв релігії. Поважно підкреслити, що будь-яка форма теологічного дискурсу — не більше ніж рефлексія про формальні ознаки релігійного агента, що має частенько мало загального з природними уявленням людей. Релігійна культура розглядається в когнітивних дослідження як епіфеномен і тому не потребує причинних пояснень з позицій методології науки. що розглядається.
Система загальних принципів когнітивного релігієзнавства
- на противагу інтерпретації релігійних явищ в локалізованому історико-культурному контексті постуліруєтся необхідність створення пояснювальних теорій
- релігія є синтетичною категорією
- релігійні явища обумовлені тими ж пізнавальними механізмами, що і інші типи явищ людської культури
- кінцевим висновком досліджень має з'явитися встановлення причинних механізмів або процесів, що лежать в основі релігійних явищ
- вивчення пізнавальних процесів — необхідне умова в дослідженні релігії